# 5349 Paulharris
5349 Paulharris è un asteroide areosecante. Scoperto nel 1988, presenta un'orbita caratterizzata da un semiasse maggiore pari a 2,7877169 UA e da un'eccentricità di 0,4664033, inclinata di 28,52474° rispetto all'eclittica.
L'asteroide è dedicato all'avvocato statunitense Paul Harris, fondatore del Rotary International.